# Karl Eger (Theologe)

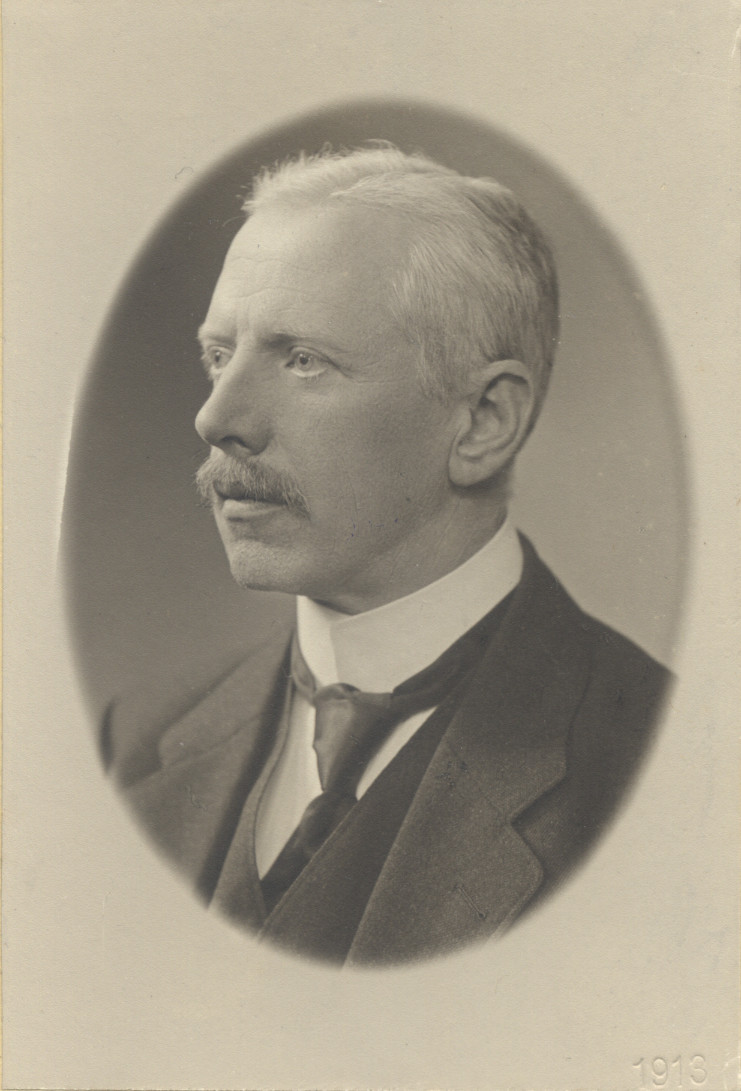
Karl Eger, 1913

Agendenkommission im Jahr 1928 (sitzend von links nach rechts: Zoellner, Wolff, Burghart, Smend, Eger stehend von links nach rechts: Brandt, Haendler, Altmann)

Karl Christian Eger (* 18. August 1864 in Friedberg (Hessen); † 3. Juli 1945 in Halle (Saale)) war ein deutscher evangelischer Theologe.

## Leben
Karl Eger wurde 1864 als Sohn des späteren Sprachwissenschaftlers Gustav Eger in Friedberg geboren, wo sein Vater Privatlehrer war. Sein Bruder war der Rechtswissenschaftler Otto Eger, sein Großvater der Darmstädter Superintendent Karl Köhler. Er besuchte das Ludwig-Georgs-Gymnasium in Darmstadt. Nach dem Abitur studierte er in Gießen, Leipzig und Berlin und wurde 1889 Pfarrerassistent in Langenhain (Taunus). Von 1891 bis 1892 war er Hilfsgeistlicher, anschließend bis 1900 Stadtpfarrer an der Stadtkirche in Darmstadt. Nach seiner Promotion zum Lic. Theol. im Jahr 1900 an der Universität Gießen wurde er 1901 dritter Professor am Predigerseminar in Friedberg und 1907 dessen Direktor. 1913 folgte er einem Ruf an die Universität Halle und wirkte an der dortigen Theologischen Fakultät als ordentlicher Professor für Praktische Theologie und Universitätsprediger. Diese Position hatte er bis 1929 inne und vertrat den Lehrstuhl anschließend noch einige Zeit.
Karl Eger gehörte längere Zeit der Deutschen Volkspartei (DVP) von Gustav Stresemann an. Nachdem die Partei 1930 dem Young-Plan zugestimmt hatte, trat er aus der Partei aus.
Karl Eger war Mitglied der sächsischen Provinzialsynode (1929–1933 als deren Präses) sowie der preußischen Generalsynode (seit 1919). Hier gehörte er zur Volkskirchlichen Evangelischen Vereinigung, deren Vorsitz er später übernahm.
Karl Eger starb im Alter von 80 Jahren im Juli 1945 in Halle. Er war in erster Ehe ab 1892 mit Gertrud von Lübtow (1866–1922) und seit 1924 mit Maria Grüneisen (1878–1935) verheiratet.

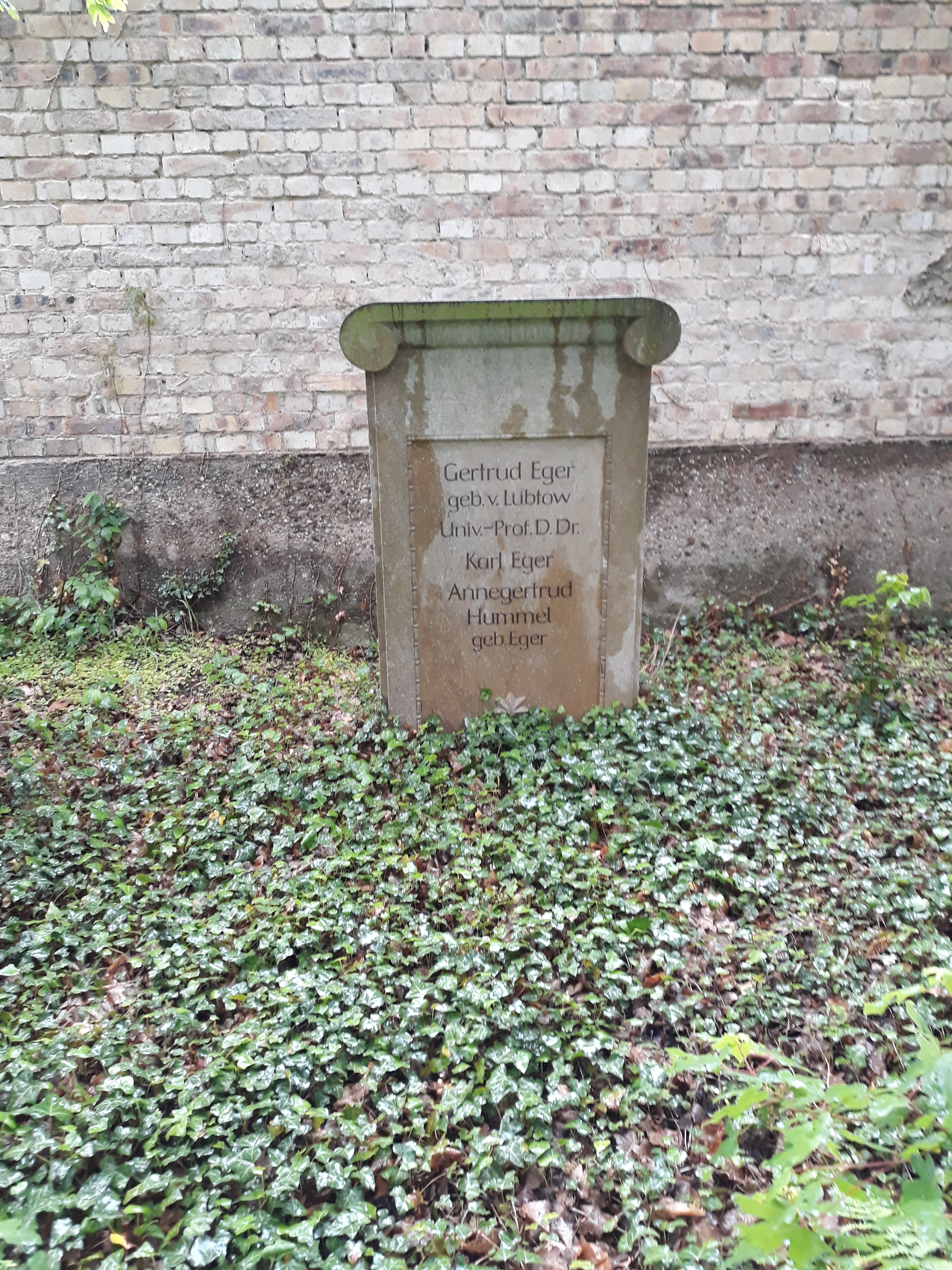
Familiengrabstätte Karl Eger, Gertraudenfriedhof Halle (Saale).

Eine Semsternachschrift eines Hörers der Vorlesung "Praktische Theologie" von Eger an der Universität Halle ist im Archiv der Lippischen Landeskirche überliefert.

## Auszeichnungen
- 1904: Theologische Ehrendoktorwürde der Universität Gießen.
- 1912: Ritterkreuz I. Klasse des Verdienstordens Philipp des Großmütigen.
- 1928: Juristische Ehrendoktorwürde der Universität Halle.

## Schriften (Auswahl)
- Luthers Anschauungen vom Beruf, 1900.
- Luthers Auslegung des Alten Testaments, 1900.
- Das Wesen der deutsch-evangelischen Volkskirche der Gegenwart, 1906.
- Evangelische Jugendlehre, 1907 (3. Aufl. 1922).
- Die Vorbildung zum Pfarramt der Volkskirche, 1907.
- Katechismustafeln, 1910.
- Kirchenrecht der evangelischen Kirche im Großherzogtum Hessen II, 1911.
- Taufe und Abendmahl im kirchlichen Unterricht, 1912.
- Jesusnachfolge und Christusglaube, 1912.
- Sechs Predigten aus dem ersten Kriegsjahre, 1915.
- Luthers Frömmigkeit, 1917.
- August Hermann Francke, 1927.
- Die Botschaft von der Herrschaft Gottes : Worte Jesu aus der Bergpredigt, für die Gegenwart ausgelegt, 1925.
- Evangelischer und katholischer Gottesdienst, 1926.
- Evangelischer Glaube in der Welt von heute, 1937.